# Stina Bäckström
Stina Maria Elisabet Bäckström, född Cavonius den 21 juni 1942, död 30 april 2021 i Engelbrekts församling i Stockholm, var en finlandssvensk radioredaktör med historiska och kulturhistoriska reportage som specialitet. Tidigare verksam på den svenskspråkiga redaktionen på Yle Vega.
Producerade bland annat en tiodelad serie om trädgårdskonstens historia, en serie om Helsingfors i litteraturen, fem program om renässansen i Florens, samt våren 2005 en serie program, "Det glömda imperiet"(12 x 40 min), om det Bysantinska riket, "Det andra Rom", omfattande tiden för Konstantinopels grundläggande på 300-talet fram till den turkiska erövringen 1453. Övriga redaktörer var Hedvig Långbacka och Juhani Westman.
År 2006 följde en serie om Andalus och den muslimsk-judisk-kristna kulturen på 800-talet, producerad tillsammans med Gunilla Hägerström. Stina Bäckström är begravd på Danderyds kyrkogård.